# Wallis (Texas)
Pour les articles homonymes, voir Wallis.
Wallis est une petite ville située au sud du comté d'Austin, en limite avec le comté de Fort Bend, au Texas, aux États-Unis,.

## Démographie
Lors du recensement de 2010, la ville comptait une population de 1 252 habitants. Elle est estimée, le 1er juillet 2019, à 1 436 habitants.

### Source de la traduction
- (en) Cet article est partiellement ou en totalité issu de l’article de Wikipédia en anglais intitulé « Wallis, Texas » (voir la liste des auteurs).